# چارو
چارو (اسپانیایی: Charo‎) هنرپیشه، خواننده، نوازنده گیتار و کمدین اهل ایالات متحده آمریکا است. وی از سال ۱۹۶۳ میلادی تاکنون مشغول فعالیت بوده‌است. او از سن ۹ سالگی نواختن گیتار را آغاز کرد و این هنر را توسط آندرس سگوبیا
آموخت.
از فیلم‌ها یا برنامه‌های تلویزیونی که وی در آن نقش داشته‌است می‌توان به کنکورد … فرودگاه ۷۹ اشاره کرد.